# Jouhe
Jouhe là một xã trong vùng hành chính Franche-Comté, thuộc tỉnh Jura, quận Dole, tổng Rochefort-sur-Nenon. Tọa độ địa lý của xã là 47° 08' vĩ độ bắc, 05° 29' kinh độ đông. Jouhe nằm trên độ cao trung bình là 226 mét trên mực nước biển, có điểm thấp nhất là 202 mét và điểm cao nhất là 342 mét. Xã có diện tích 5.96 km², dân số vào thời điểm 2005 là 484 người; mật độ dân số là 81 người/km².

## Thông tin nhân khẩu
| 1962 | 1968 | 1975 | 1982 | 1990 | 1999 |
| ---- | ---- | ---- | ---- | ---- | ---- |
| 315  | 372  | 316  | 398  | 359  | 437  |